# باميلا ك. تشن
باميلا ك. تشن (بالإنجليزية: Pamela Ki Mai Chen)‏ هي قاضية ومحامية أمريكية، ولدت في 30 مارس 1961 في شيكاغو في الولايات المتحدة.